# Way Down Yonder
Way Down Yonder è il quarto album di Charlie Daniels (ed il primo a nome della The Charlie Daniels Band), pubblicato dalla Kama Sutra Records nel 1974.
L'album fu in seguito (1977) ripubblicato con il titolo di Whiskey dalla Epic Records (PE 34664).

## Tracce
Brani composti da Charlie Daniels.
Lato A
1. I've Been Down – 3:30
2. Give This Fool Another Try – 8:05
3. Low Down Lady – 4:08
4. Land of Opportunity – 2:45

Durata totale: 18:28
Lato B
1. Way Down Yonder – 3:30
2. Whiskey – 5:50
3. I'll Always Remember That Song – 4:21
4. Looking for Mary Jane – 4:35

Durata totale: 18:16

## Formazione
Pickers: 
- Charlie Daniels - chitarra, chitarra slide, fiddle, voce
- Joel Di Gregorio - tastiere
- Joel Di Gregorio - voce solista (brano: I've Been Down), accompagnamento vocale
- Barry Baines - chitarra, accompagnamento vocale
- Mark Fitzgerald - basso
- Mark Fitzgerald - accompagnamento vocale (brano: Land of Opportunity)
- Fred Edwards - batteria, percussioni
- Gary Allen - batteria, percussioni

Ospiti:
- Lea Jane Berinati - voce, accompagnamento vocale, cori
- Marie Cain - accompagnamento vocale, cori
- Sharon Vaughn - accompagnamento vocale, cori[1]

Other Pickers:
- Buddy Davis - batteria[2]
- Ted Reynolds - ?
- Billy Cox - basso[2]